# يكاه
يكاه لفظة فارسية، بمعنى الأول في الترتيب، وفي الموسيقى العربية تسمى بها النغمة الأولى الأساسية في المنطقة الوسطى، وهي النغمة المسماة اصطلاحاً راست.

## المصدر
1. ↑  "يكاه". الموسوعة العربية الميسرة. موسوعة شبكة المعرفة الريفية. 1965 م. مؤرشف من الأصل في 2018-03-17. اطلع عليه بتاريخ أيلول 2013. {{استشهاد ويب}}: تحقق من التاريخ في: |تاريخ الوصول= و|تاريخ= (مساعدة)